# Цукахара, Мицуо
Мицуо Цукахара (яп. 塚原 光男 Цукахара Мицуо, 22 декабря 1947) — японский гимнаст, пятикратный олимпийский чемпион, четырехкратный чемпион мира. Отец гимнаста Наои Цукахары. В честь гимнаста названа группа опорных прыжков с рондатом «прыжок Цукахары». Элемент был впервые исполнен Мицуо в 1979 году.
Родился в Токио; окончил Японский университет спортивной науки. В 1968 году на Олимпийских играх в Мехико стал обладателем золотой медали. На чемпионате мира 1970 года завоевал две золотых и две серебряных медали. В 1972 году заработал две золотых и бронзовую медали Олимпийских игр в Мюнхене. В 1974 году стал обладателем золотой медали чемпионата мира. В 1976 году на Олимпийских играх в Монреале Мицуо Цукахара завоевал две золотых, серебряную и две бронзовых медали. На чемпионате мира 1978 года стал обладателем золотой медали.
Мицуо Цукахара был вице-президентом Японской ассоциации гимнастики. В 2009 году правительство Японии наградило его Медалью Почёта с пурпурной лентой.
31 октября 1976 года почта Монголии выпустила серию почтовых марок (№ 1018—1024 + почтовый блок № С1025). На марке № 1021 номиналом 40 мунгу изображён Мицуо Цукахара.